# Ollndorf
Koordinaten: 53° 48′ N, 10° 54′ O
Ollndorf ist ein Ortsteil der Gemeinde Siemz-Niendorf im Westen des Landkreises Nordwestmecklenburg in Mecklenburg-Vorpommern.

## Geografie
Ollndorf liegt im Süden der Gemeinde rund sechs Kilometer südwestlich von Schönberg und 15 Kilometer südöstlich des Lübecker Stadtzentrums. Das Gelände fällt von etwa 30 auf 15 m ü. NHN zur 500 Meter östlich der Wohnbebauung fließenden Maurine ab.

## Geschichte
Ollndorf wird 1194 im Isfriedschen Teilungsvertrag als Bistenowe erstmals urkundlich erwähnt, heißt später Oldendorf.
1933 hatte Ollndorf 101 Einwohner; die Zahl sank bis 1939 auf 84.
Am 1. Juli 1950 wurden die Gemeinden Niendorf, Bechelsdorf, Klein Siemz, Ollndorf und Törpt zur Gemeinde Niendorf zusammengelegt.

## Infrastruktur
Etwa 350 Meter westlich des Ortes verläuft die Landesstraße 1 von Schönberg bis an die Landesgrenze nahe Ratzeburg. Der Anschluss Lüdersdorf der Bundesautobahn 20 ist in sechs Kilometern zu erreichen. Bahnanschluss an der Strecke Lübeck–Bad Kleinen besteht in Schönberg und Lüdersdorf. Busse stellen Verbindungen unter anderem mit Schönberg her.
Ollndorf gehört zum Schuleinzugsbereich Schönberg.

## Persönlichkeiten
Aus Ollndorf stammte der Bauernlyriker  Wilhelm Bade (1841–1928). Er widmete dem zeitweiligen Ollndorfer Schultzen Franz Maaß (* 1774), der „Katenschult“ genannt wurde, das Gedicht De ohle Katenschult.